# 59. Infanterie-Division (Wehrmacht)
La 59. Infanterie-Division fu una unità della Wehrmacht operativa, per quasi un anno, durante la seconda guerra mondiale.

## Storia
| Luogo                 | Periodo             |
| Francia e Paesi Bassi | lug 1944 - dic 1944 |
| Germania ovest        | dic 1944 - apr 1945 |

La 59. Infaterie-Division ebbe origine nel giugno 1944, e alla fine del settembre dello stesso anno contrastò l'operazione Market Garden alleata: il suo obiettivo era di respingere, assieme alla 107ª Brigata corazzata, la 101ª Divisione aviotrasportata statunitense. Le due unità tedesche, sebbene non riuscirono ad evitare la cattura del ponte di Nimega e subirono perdite rilevanti, opposero comunque una forte resistenza a Veghel, contribuendo al fallimento dei piani alleati.
Nel novembre 1944 la 59. Infanterie-Division fu impegnata in combattimenti nel settore di Aquisgrana inquadrata nella 5ª Armata corazzata, quindi un mese dopo partecipò all'offensiva delle Ardenne sotto la 15ª Armata del Gruppo d'armate B.

I soldati della divisione si arresero agli alleati nell'aprile 1945 dopo essere stati accerchiati nella sacca della Ruhr.

## Ordine di battaglia
- 1034. Grenadier-Regiment (1034º reggimento granatieri)
- 1035. Grenadier-Regiment
- 1036. Grenadier-Regiment
- 159. Artillerie-Regiment (159º reggimento di artiglieria)
  - Artillerie-Abteilung I (1º battaglione di artiglieria)
  - Artillerie-Abteilung II
  - Artillerie-Abteilung III
- 59. Füsilier-Bataillon (59º battaglione fucilieri)
- 159. Pionier-Bataillon (159º battaglione del genio militare)
- 159. Panzerjäger-Abteilung (159º battaglione cacciacarri)
- 159. Nachrichten-Abteilung (159º battaglione trasmissioni)
- 159. Feldersatz-Bataillon (159º battaglione rimpiazzi)
- 159. Nachschubtruppen (unità di servizi)

## Decorazioni
Nella sua breve vita, tre soldati della divisione si meritarono la Croce Tedesca in Oro (Johannes Bauer, Berg [il nome non è noto] e Gerhard Steigüber) e due (Karl Baier e Gerhard Zorn) la Croce di Cavaliere della Croce di Ferro.

## Comandanti
| Nome            | Grado           | Inizio        | Fine          |
| Walter Poppe    | Generalleutnant | 5 luglio 1944 | febbraio 1945 |
| Hanskurt Höcker | Generalleutnant | febbraio 1945 | marzo 1945    |

Dati tratti da: